# Reid Spur
Der Reid Spur ist ein 8 km langer Gebirgskamm in der antarktischen Ross Dependency. Im Königin-Maud-Gebirge erstreckt er sich von einer bislang unbenannten Anhöhe 5 km nordwestlich des Mount Bellows in nördlicher Richtung entlang der Ostflanke des Ramsey-Gletschers.
Das Advisory Committee on Antarctic Names benannte ihn 1966 nach Chief Warrant Officer James S. Reid, Mitglied einer Fliegerabordnung der United States Army zur Unterstützung einer Mannschaft der Texas Tech University zur Erkundung des Shackleton-Gletschers zwischen 1964 und 1965.